# یاران (فیلم ۱۳۵۳)
یاران فیلمی به نویسندگی و کارگردانی فرزان دلجو و امیر مجاهد محصول سال ۱۳۵۳ است.

## بازیگران
- محمد دلجو
- داریوش اقبالی
- آیلین ویگن
- جلال پیشواییان
- داریوش آریا
- آرمان
- آرش
- نیکو
- فیروز نهاوندی
- حسین صفاریان
- سیف
- قمشه ای
- عباس مختاری
- فرمان
- خالدی